# Jean Devaux
Jean Devaux (Parigi, 27 gennaio 1649 – Parigi, 2 maggio 1729) è stato un medico e chirurgo francese.

## Biografia
Jean Devaux arricchì la letteratura medica di numerose pubblicazioni fra le quali si ricordano: Médecin de soi même ou l'Art de conserver la santé par l'instinct (Leida 1682); Découverte sans découverte (Parigi 1684) scritto contro il ciarlatano Nicolas de Blégny che aveva pubblicato la Découverte du veritable remède anglais pour la guerison des fièvres; Index funereus chirurgorum Parisiensium, ab anno 1315 ad annum 1714 (Parigi 1714), assai ricco di notizie per la storia della chirurgia francese.
Devaux tradusse in francese il De lue venerea Libri quatuor di Carlo Musitano.